# Mazeley
Mazeley est une commune française située dans le département des Vosges, en région Grand Est.

### Localisation

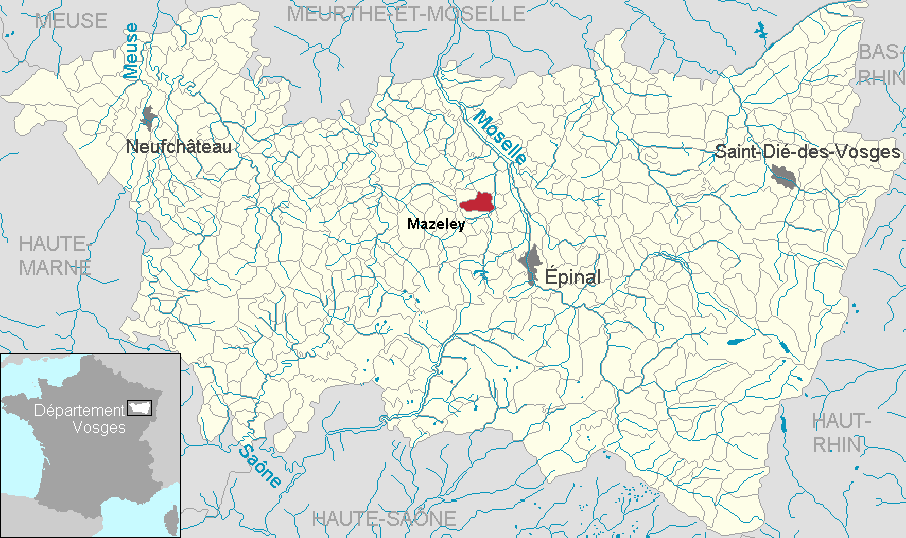
Localisation dans le département.

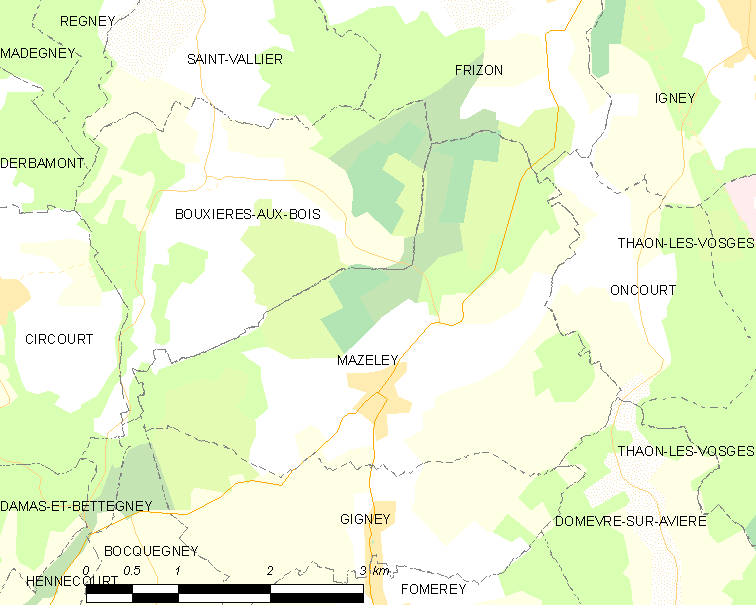
Situation géographique de Mazeley.

## Géographie

### Hydrographie et les eaux souterraines
Hydrogéologie et climatologie : Système d’information pour la gestion des eaux souterraines du bassin Rhin-Meuse :
Territoire communal : Occupation du sol (Corinne Land Cover); Cours d'eau (BD Carthage),
Géologie : Carte géologique; Coupes géologiques et techniques,
 Hydrogéologie : Masses d'eau souterraine; BD Lisa; Cartes piézométriques.
La commune est située dans le bassin versant du Rhin au sein du bassin Rhin-Meuse. Elle est drainée par le ruisseau de Corbe, le ruisseau de Flauzey et le ruisseau de Maillaupre,.

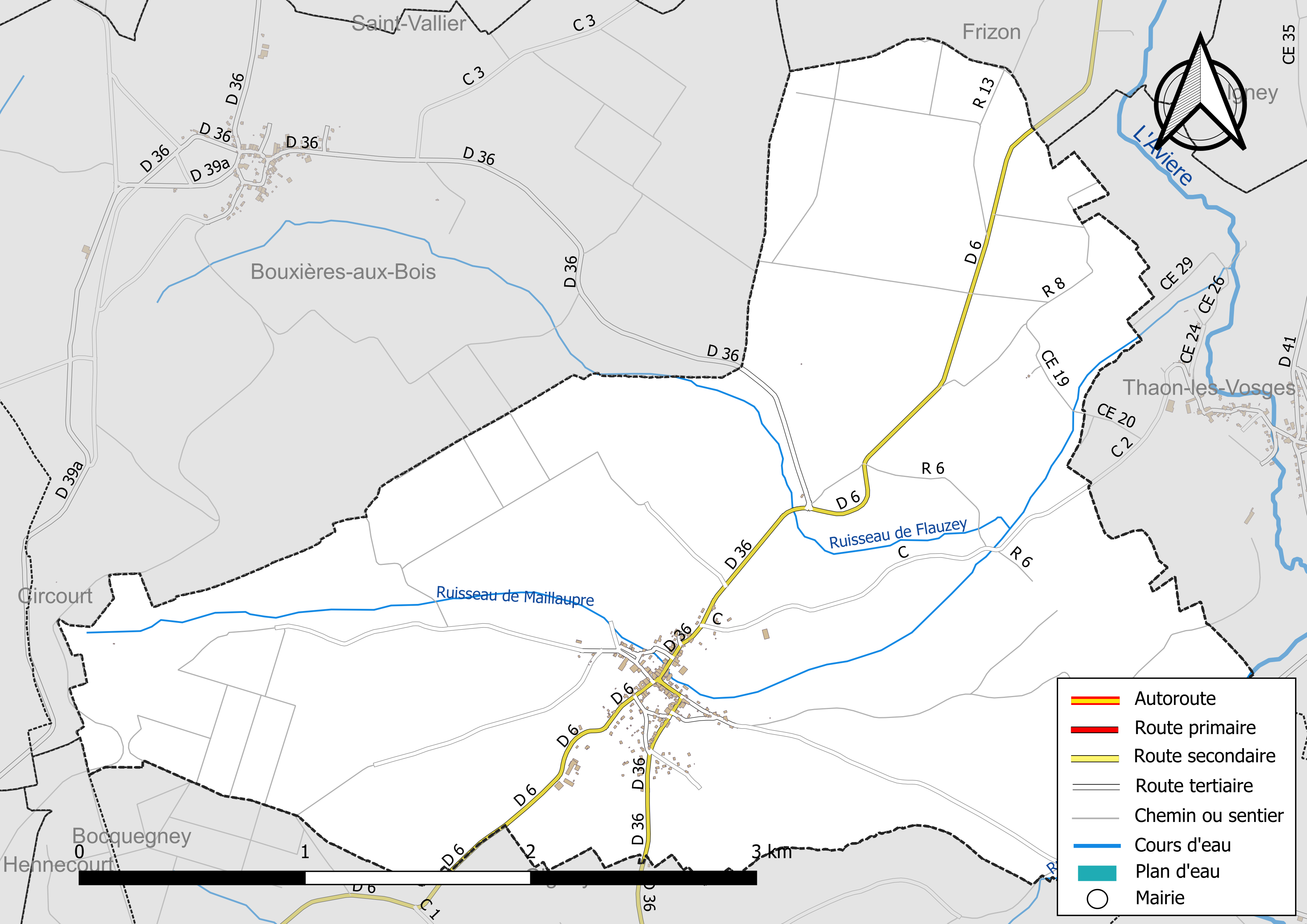
Réseaux hydrographique et routier de Mazeley.

La qualité des eaux de baignade et des cours d’eau peut être consultée sur un site dédié géré par les agences de l’eau et l’Agence française pour la biodiversité.

### Climat
Pour des articles plus généraux, voir Climat du Grand Est et Climat des Vosges.
En 2010, le climat de la commune est de type climat des marges montargnardes, selon une étude du Centre national de la recherche scientifique s'appuyant sur une série de données couvrant la période 1971-2000. En 2020, Météo-France publie une typologie des climats de la France métropolitaine dans laquelle la commune est exposée à un climat semi-continental et est dans la région climatique  Lorraine, plateau de Langres, Morvan, caractérisée par un hiver rude (1,5 °C), des vents modérés et des brouillards fréquents en automne et hiver. 
Pour la période 1971-2000, la température annuelle moyenne est de 9,6 °C, avec une amplitude thermique annuelle de 17 °C. Le cumul annuel moyen de précipitations est de 970 mm, avec 12,9 jours de précipitations en janvier et 10,1 jours en juillet. Pour la période 1991-2020, la température moyenne annuelle observée sur la station météorologique de Météo-France la plus proche, « Épinal », sur la commune de Dogneville à 9 km à vol d'oiseau, est de 10,3 °C et le cumul annuel moyen de précipitations est de 907,0 mm. 
La température maximale relevée sur cette station est de 39,3 °C, atteinte le 25 juillet 2019 ; la température minimale est de −18,9 °C, atteinte le 12 janvier 1987,,. 
Les paramètres climatiques de la commune ont été estimés pour le milieu du siècle (2041-2070) selon différents scénarios d'émission de gaz à effet de serre à partir des nouvelles projections climatiques de référence DRIAS-2020. Ils sont consultables sur un site dédié publié par Météo-France en novembre 2022.

## Urbanisme

### Typologie
Au 1er janvier 2024, Mazeley est catégorisée commune rurale à habitat dispersé, selon la nouvelle grille communale de densité à sept niveaux définie par l'Insee en 2022.
Elle est située hors unité urbaine. Par ailleurs la commune fait partie de l'aire d'attraction d'Épinal, dont elle est une commune de la couronne,. Cette aire, qui regroupe 118 communes, est catégorisée dans les aires de 50 000 à moins de 200 000 habitants,.

### Occupation des sols
L'occupation des sols de la commune, telle qu'elle ressort de la base de données européenne d’occupation biophysique des sols Corine Land Cover (CLC), est marquée par l'importance des territoires agricoles (53 % en 2018), une proportion identique à celle de 1990 (53 %). La répartition détaillée en 2018 est la suivante : 
forêts (38,3 %), prairies (28 %), terres arables (24,9 %), milieux à végétation arbustive et/ou herbacée (5,9 %), zones urbanisées (2,8 %), zones agricoles hétérogènes (0,1 %). L'évolution de l’occupation des sols de la commune et de ses infrastructures peut être observée sur les différentes représentations cartographiques du territoire : la carte de Cassini (XVIIIe siècle), la carte d'état-major (1820-1866) et les cartes ou photos aériennes de l'IGN pour la période actuelle (1950 à aujourd'hui).

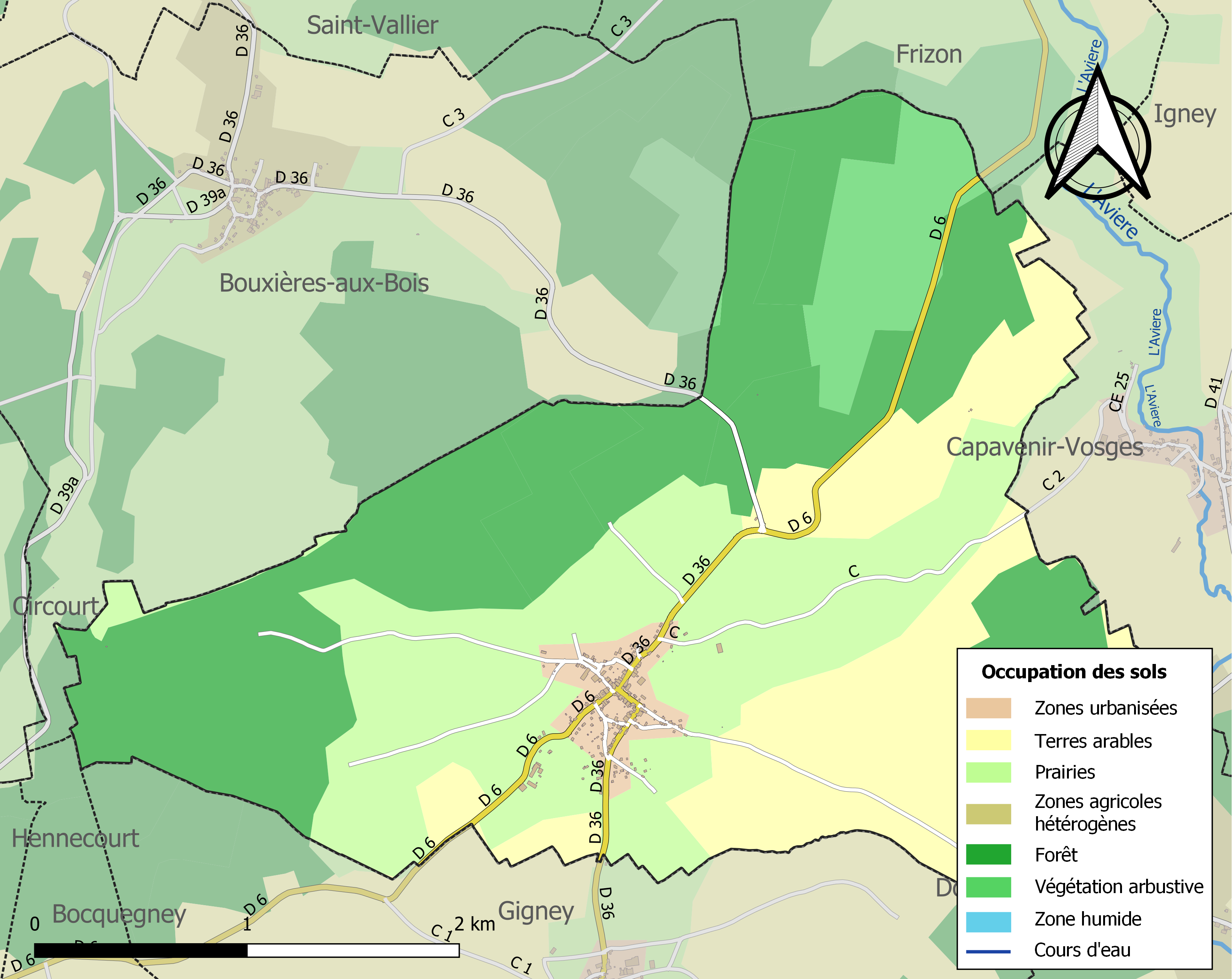
Carte des infrastructures et de l'occupation des sols de la commune en 2018 (CLC).

## Toponymie
Le nom de la localité est attesté sous les formes Apud Maseloi (1225) ; Massellai (1228) ; Maxelois (1291) ; Maiselois (1293) ; Mazeleis (1301) ; Maizelloi (1310) ; Maiseloi (1325) ; Merzelloi (1346) ; Merzellois (1348) ; Maiseloy (1349) ; Mazellay (1388) ; Merzelay (1394) ; Mazeloy (XIVe siècle) ; Maizellay (1460) ; Marzellay (1479) ; Marzelay (XVe siècle) ; Mazelay (1523) ; Mazeley (1656) ; Marzelai (1719) ; Marzeley (1779) ; Maszelay (1790).

## Histoire
Plusieurs découvertes archéologiques sont en faveur d'une occupation du site à l'époque romaine : découverte en 1861 d'une voie pavée dans le bois communal, en 1988 d'une voie gallo-romaine au lieu-dit le Chanot et également en 1988 d'une voie visible sur un kilomètre, se dirigeant vers Gigney au lieu-dit Bois de Donzey, au sud du Bois du Dessous.
Le nom de Mazeley viendrait (sans preuve) de celui d'un lieutenant de César, Macellius ou plus évident Marcellus. Certaines orthographes du nom permettent aussi Mazelay (rare). Les habitants sont les Mazeléens, Mazeléennes.
296 hectares de forêt détruits lors de la tornade du 11 juillet 1984, entre 20 heures et 22 heures.

## Politique et administration
| Période                                  | Période   | Identité           | Étiquette | Qualité |
| ---------------------------------------- | --------- | ------------------ | --------- | ------- |
| Les données manquantes sont à compléter. |           |                    |           |         |
|                                          |           | Hubert Bajolet     |           |         |
| mars 2001                                | mars 2008 | Michel Humbert     |           |         |
| mars 2008                                | mars 2014 | Jean-Pierre Caytel |           |         |
| mars 2014                                | En cours  | Daniel Fimbry      |           |         |

### Budget et fiscalité 2022

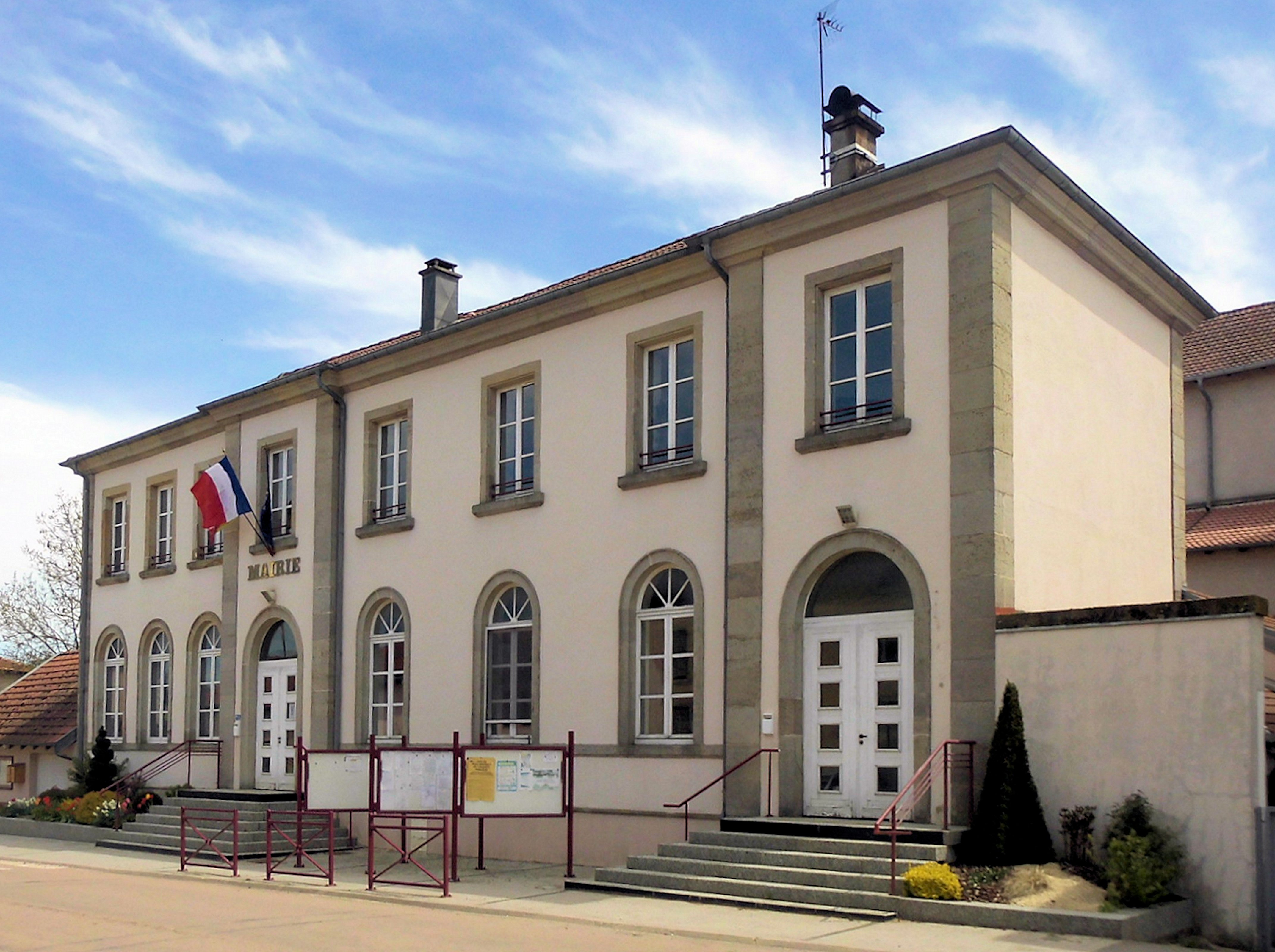
La mairie.

En 2022, le budget de la commune était constitué ainsi :
- total des produits de fonctionnement : 171 000 €, soit 643 € par habitant ;
- total des charges de fonctionnement : 210 000 €, soit 789 € par habitant ;
- total des ressources d'investissement : 260 000 €, soit 979 € par habitant ;
- total des emplois d'investissement : 227 000 €, soit 855 € par habitant ;
- endettement : 453 000 €, soit 1 703 € par habitant.

Avec les taux de fiscalité suivants :
- taxe d'habitation : 8,00 % ;
- taxe foncière sur les propriétés bâties : 37,08 % ;
- taxe foncière sur les propriétés non bâties : 18,00 % ;
- taxe additionnelle à la taxe foncière sur les propriétés non bâties : 0,00 % ;
- cotisation foncière des entreprises : 0,00 %.

Chiffres clés Revenus et pauvreté des ménages en 2021 : médiane en 2021 du revenu disponible, par unité de consommation : 23 050 €.

### Intercommunalité
La commune de Mazeley fait partie de la communauté d'agglomération d'Épinal.

## Population et société

### Démographie

#### Évolution démographique
L'évolution du nombre d'habitants est connue à travers les recensements de la population effectués dans la commune depuis 1793. Pour les communes de moins de 10 000 habitants, une enquête de recensement portant sur toute la population est réalisée tous les cinq ans, les populations de référence des années intermédiaires étant quant à elles estimées par interpolation ou extrapolation. Pour la commune, le premier recensement exhaustif entrant dans le cadre du nouveau dispositif a été réalisé en 2005.

En 2022, la commune comptait 267 habitants, en évolution de −0,74 % par rapport à 2016 (Vosges : −2,96 %, France hors Mayotte : +2,11 %).
| 1793 | 1800 | 1806 | 1821 | 1831 | 1836 | 1841 | 1846 | 1856 |
| ---- | ---- | ---- | ---- | ---- | ---- | ---- | ---- | ---- |
| 311  | 304  | 313  | 379  | 442  | 498  | 500  | 513  | 505  |

| 1861 | 1866 | 1876 | 1881 | 1886 | 1891 | 1896 | 1901 | 1906 |
| ---- | ---- | ---- | ---- | ---- | ---- | ---- | ---- | ---- |
| 523  | 523  | 511  | 497  | 466  | 463  | 442  | 405  | 399  |

| 1911 | 1921 | 1926 | 1931 | 1936 | 1946 | 1954 | 1962 | 1968 |
| ---- | ---- | ---- | ---- | ---- | ---- | ---- | ---- | ---- |
| 376  | 337  | 303  | 278  | 256  | 235  | 261  | 254  | 254  |

| 1975 | 1982 | 1990 | 1999 | 2005 | 2006 | 2010 | 2015 | 2020 |
| ---- | ---- | ---- | ---- | ---- | ---- | ---- | ---- | ---- |
| 231  | 241  | 247  | 255  | 248  | 245  | 261  | 266  | 261  |

| 2022 | - | - | - | - | - | - | - | - |
| ---- | - | - | - | - | - | - | - | - |
| 267  | - | - | - | - | - | - | - | - |

### Enseignement
Établissements d'enseignements :
- Écoles maternelles et primaires à Igney, Thaon-les-Vosges, Darnieulles, Uxegney, Hennecourt.
- Collèges à Thaon-les-Vosges, Golbey, Dompaire, Châtel-sur-Moselle, Épinal.
- Lycées à  Thaon-les-Vosges, Épinal.

### Santé
Professionnels et établissements de santé :
- Médecins à Darnieulles, Uxegney, Thaon-les-Vosges, Damas-et-Bettegney, Nomexy, Châtel-sur-Moselle.
- Pharmacies à Uxegney, Thaon-les-Vosges, Nomexy, Châtel-sur-Moselle, Les Forges, Golbey.
- Hôpitaux à Thaon-les-Vosges, Châtel-sur-Moselle, Golbey, Ville-sur-Illon.

### Cultes
- Culte catholique, Paroisse Saint-Jean-Baptiste-de-l'Avière[26], Diocèse de Saint-Dié.

## Économie

### Entreprises et commerces

#### Agriculture
- Élevage de vaches laitières.
- Élevage d'autres bovins et de buffles.

#### Tourisme
- Hébergements et restauration à Épinal, Sanchey, Vincey, Rugney.

#### Commerces
- Commerces et services de proximité.

## Culture locale et patrimoine

### Lieux et monuments

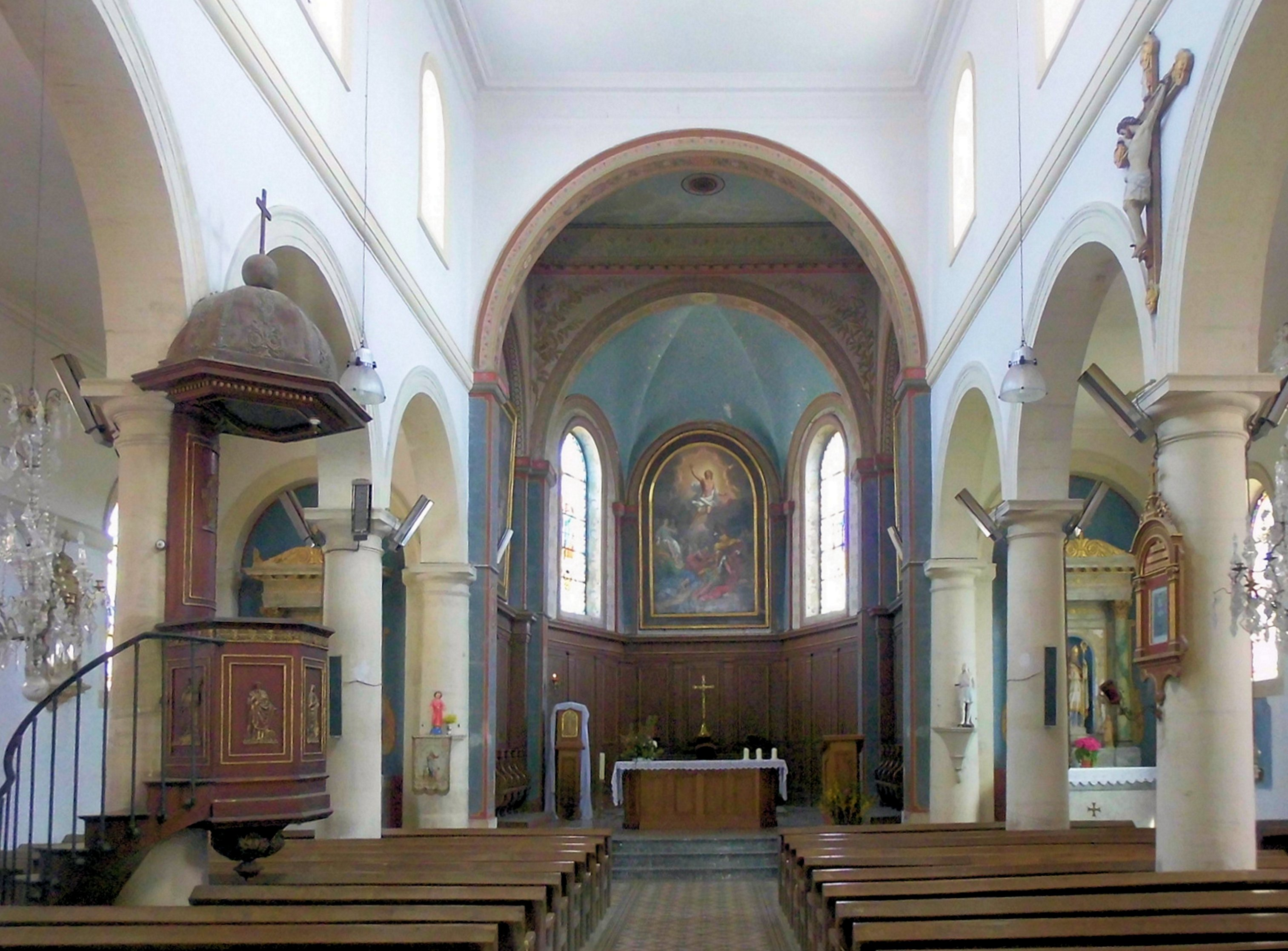
L'intérieur d'église Saint-Nicolas.
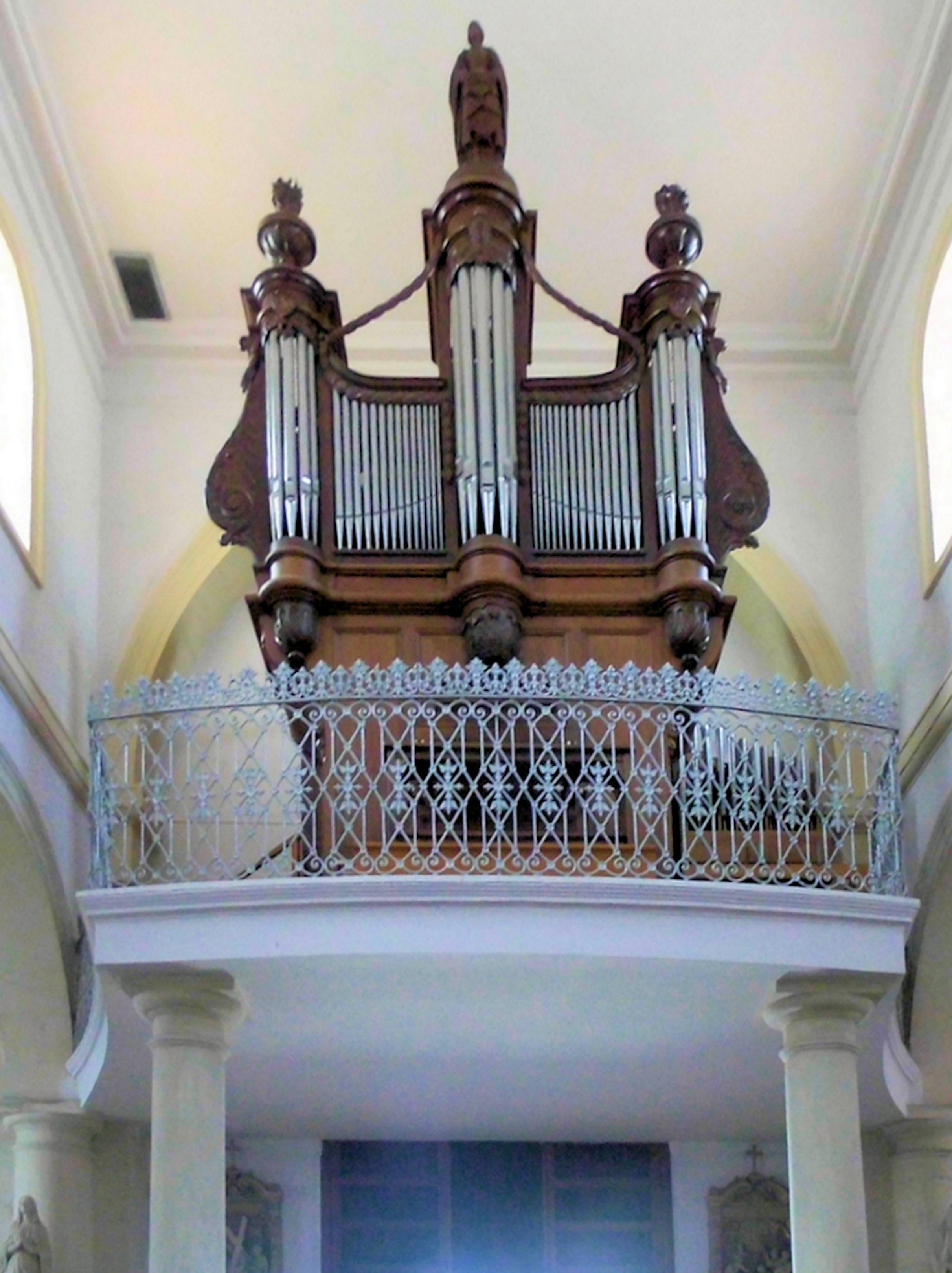
L'orgue d'église Saint-Nicolas.
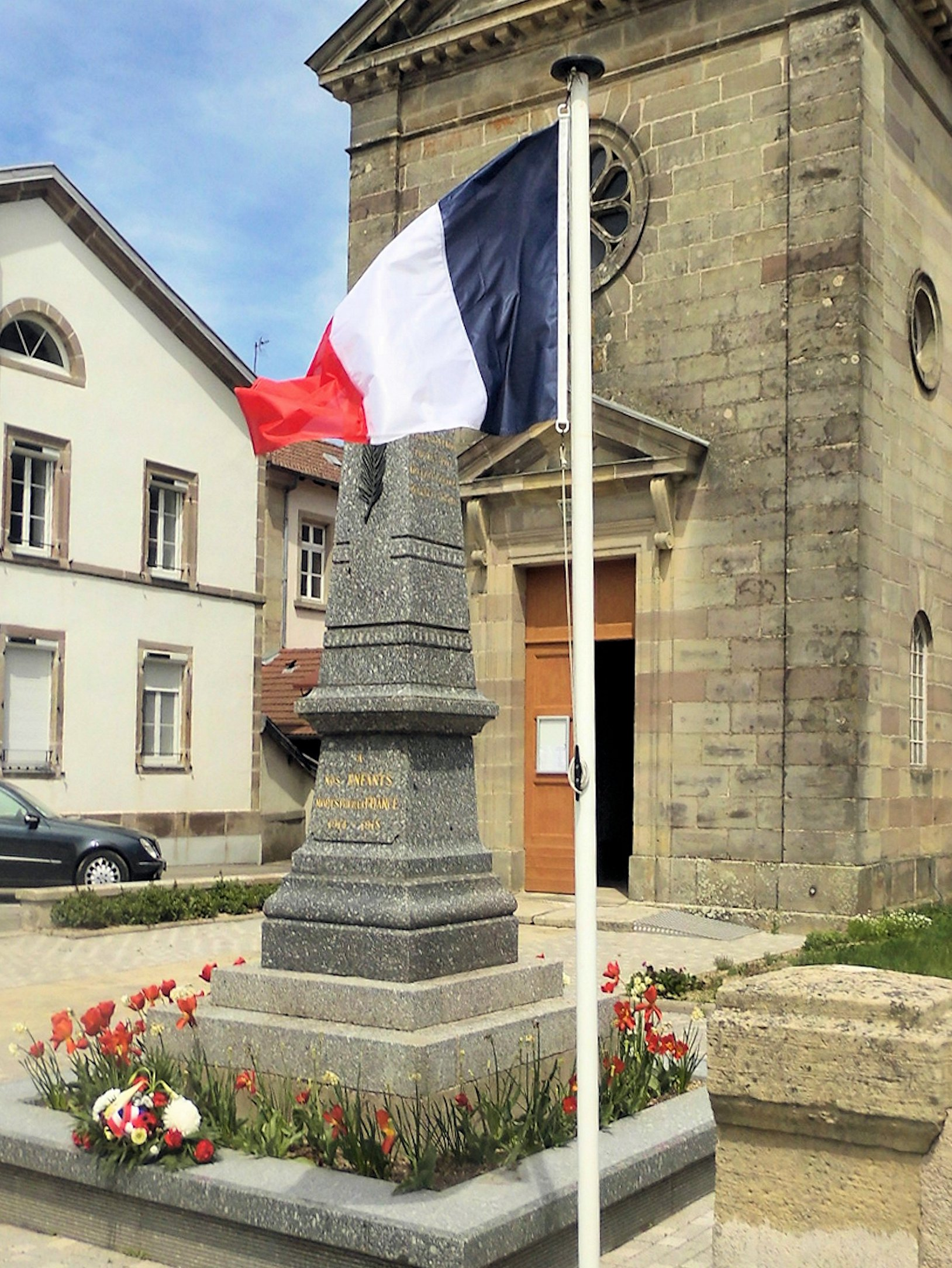
Le monument aux morts.

- Église Saint-Nicolas, néo-classique construite au milieu du XIXe siècle :

Tableau : La Pentecôte.
Tableau : L'Adoration des Mages.
Tableau : La Résurrection.
et son orgue de tribune,,.
- Monument aux morts.
- Plaques commémoratives[33].

### Héraldique, logotype et devise
| Blason de Mazeley | Blason  | De gueules à trois piliers d'or.                 |
| Blason de Mazeley | Détails | Le statut officiel du blason reste à déterminer. |

## Pour approfondir